# Râncăciov (okręg Ardżesz)
Râncăciov – wieś w Rumunii, w okręgu Ardżesz, w gminie Călinești. W 2011 roku liczyła 402 mieszkańców.